# Farnavaz I de Iberia
Farnavaz I, uneori tradus și ca Parnavaz, Farnabaz, Farnabazus, (/fɑrnɑːvɑːz/; georgiană ფარნავაზ I pronunție în georgiană [pʰɑrnɑvɑz]) a fost un rege al Kartliei, un regat vechi georgian cunoscut sub numele de Iberia în antichitatea clasică. Cronicile georgiene îl creditează ca fiind primul monarhul fondator al regatului Kartli și a dinastiei farnavazide, în timp ce alte cronici, precum Conversia de la Kartli, îl numesc al doilea monarh georgian.
Pe baza dovezilor medievale, majoritatea istoricilor plasează domnia lui Farnavaz în jurul secolului al III-lea î.Hr.: 302–237 î.Hr. (conform principelui Vahuști din Kartli), 299–234 î.Hr. după Kiril Tumanov și 284–219 î.Hr. după Pavel Ingorokva.
Creșterea, apariția și expansiunea monarhiei iberice a lui Farnavaz au fost direct legate de victoria lui Alexandru cel Mare asupra Imperiului Ahemenid. Farnavaz va profita de vidul de putere cauzat de campaniile acestuia pentru a pune bazele statului antic georgian. A guvernat sub suzeranitatea Imperiului Seleucid.

## Farnavaz în memoria Georgiei
Farnavaz I va reprezenta de-a lungul istoriei țării un simbol de putere și de legitimitate, fiind văzut drept fondatorul statului georgian. Dinastia Bagrationi, dinastia conducătoare a Regatului Georgiei, va pretinde descendență din acesta.